# Indoanilina
Indoanilina, significando derivado do índigo e da anilina. Termo referente uma série de corantes artificiais de coloração azul substituintes do índigo. A estrutura molecular básica das indoanilinas é a 4-(p-aminofenil)imino-5-ciclohexadien-1-ona, ou N-[4-(amino)fenil]-1,4-benzoquinona imina, de fórmula C12H10N2O.Um dos mais populares corantes indoanilina é o azul de fenol, N,N-dimetilindoanilina, quimicamente, 4-(p-dimetilaminofenil)imino-5-ciclohexadien-1-ona, C14H14N2O, classificado com o número CAS 2150-58-5.